# Sommer-Paralympics 2024/Teilnehmer (Eritrea)
| stlisierte Goldmedaille | stlisierte Silbermedaille | stlisierte Bronzemedaille |
| ----------------------- | ------------------------- | ------------------------- |
| —                       | —                         | —                         |

Eritrea entsandte für die Paralympischen Spiele 2024 in Paris erstmals einen Teilnehmer.

## Teilnehmer

### Leichtathletik
| Athleten                   | Wettbewerb | Vorlauf/Vorkampf | Vorlauf/Vorkampf | Finale        | Finale        | Rang |
| Athleten                   | Wettbewerb | Zeit/Weite       | Rang             | Zeit/Weite    | Rang          | Rang |
| -------------------------- | ---------- | ---------------- | ---------------- | ------------- | ------------- | ---- |
| Männer                     |            |                  |                  |               |               |      |
| Sibhatu Kesete Weldemariam | 100m T54   | 19,81 s (PB)     | 7                | ausgeschieden | ausgeschieden | 14   |
| Sibhatu Kesete Weldemariam | 400m T44   | DQ (R18.2)       | DQ (R18.2)       | ausgeschieden | ausgeschieden | DQ   |

PB: Persönliche Bestleistung

R18.2: Bahn verlassen